# Дифосфид ванадия
Дифосфид ванадия — неорганическое соединение
ванадия и фосфора с формулой VP2,
тёмно-серые кристаллы.

## Получение
- Сплавление чистых веществ:

{\displaystyle {\mathsf {V+2P\ {\xrightarrow {T}}\ VP_{2}}}}

## Физические свойства
Дифосфид ванадия образует тёмно-серые кристаллы.

## Применение
- Полупроводник.